# Narit Taweekul
Narit Taweekul (tiếng Thái: นริศ ทวีกุล, sinh ngày 30 tháng 10 năm 1983) là một cầu thủ bóng đá người Thái Lan thi đấu ở vị trí thủ môn cho câu lạc bộ Giải bóng đá Ngoại hạng Thái Lan Bangkok Glass.

## Sự nghiệp quốc tế
Anh bắt đầu thi đấu cho đội tuyển quốc gia năm 2004. Năm 2013 Narit được triệu tập vào đội tuyển quốc gia bởi Surachai Jaturapattarapong tham gia Vòng loại Cúp bóng đá châu Á 2015, sau khi không thi đấu cho đội tuyển quốc gia một thời gian.

### Quốc tế
Tính đến 12 tháng 11 năm 2015
| Đội tuyển quốc gia | Năm  | Số trận | Bàn thắng |
| ------------------ | ---- | ------- | --------- |
| Thái Lan           | 2006 | 1       | 0         |
| Thái Lan           | 2008 | 2       | 0         |
| Thái Lan           | Tổng | 3       | 0         |

## Danh hiệu

### Câu lạc bộ
Tobacco Monopoly
- Giải bóng đá Ngoại hạng Thái Lan (1): 2004-05

Bangkok Glass
- Cúp Hiệp hội Bóng đá Thái Lan (1): 2014

### Quốc tế
U-23 Thái Lan
- Sea Games  Huy chương Vàng (1); 2005

### Cá nhân
- Cầu thủ xuất sắc nhất tháng Giải bóng đá Ngoại hạng Thái Lan (1): tháng 7 năm 2013[3]
- Thủ môn xuất sắc nhất năm Giải bóng đá Ngoại hạng Thái Lan (1): 2013